# チーム
チーム（英: team）は、活動をともに行う集団。共通の目的、達成すべき目標、そのためのやり方を共有し、連帯責任を果たせる補完的なスキルを備えた少人数の集合体を理想とすることがある。実際には、チームといっても目的、目標、やり方は指導者から与えられただけで、変更権がなく共有できていないことがある。

## チームとワーキンググループの違い
ワーキング・グループの目的がメンバ個々の業績水準を底上げする場合がある。成果は個人の成果の総和またはそれ以下のことがある。目的が違えば、行動を打ち消し合うことがあるからである。
チームでは、他人の意見に耳を傾け、建設的に反応し、ときには他人の主張の疑わしき点も善意に解釈し、彼らの関心ごとや成功を認めるといった価値観が集約されたチーム・ワークが存在すると仮定する。この仮定が成り立てば、成果は集合的作業成果による共同の貢献が含むため、グループのそれより大きくなるかもしれない。

## 分類
チームを分類するのにいくつかの方法がある。

### 3つのA
人間と同じようにチームにも個性がある。3つのAから分析する方法がある。
- 価値アスピレーション（aspiration；どのような価値を生み出したいのか）、
- 人材アセット（asset；6種類の人材 ＝ いい人、管理者（マネジャー）、専門家、プロ人材、企業家人材、経営人材）、
- アクション（action；マネジメントの基本プロセス、すなわち仮説形成 → 実施 → 検証）

である。

### 4つのタイプ
次の4つに大別することがある。
1. 和を大切にする「和・仲間チーム」
2. 規律や仕組みにそった動きで勝負する「仕組み・軍隊チーム」
3. 先端的開発で生きる「精鋭・開発チーム」
4. 変幻自在な創造性を特徴とする「変幻・アメーバチーム」